# Buto (Altes Ägypten)
Buto (altägyptisch Djebout) ist die griechische Bezeichnung einer altägyptischen Region des sechsten unterägyptischen Gaues Chasu (Bergstiergau), die sich unter dem modernen Namen Tell el-Fara´in im Nildelta befindet.
Die Region erscheint in ägyptischen Quellen zunächst als Djebout, dann als Pe und Dep. Es handelt sich also im Grunde um eine Doppelstadt, die seit der Ramessidenzeit als Per-Wadjet (das Haus der Uto) bezeichnet wurde. In direkter Nähe befand sich der mythologische Ort Ach-bit (Chemmis), die schwimmende Insel bei Buto.

## Bedeutung
Buto als Doppelstadt Pe und Dep war als „Kronenstadt“ das unterägyptische Pendant gegenüber der oberägyptischen Doppelstadt Necheb und Nechen (Hierakonpolis). Beide Doppelstädte beherbergten jeweils eine Kronengöttin und eine Erscheinungsform des Horus; in Nechen entsprechend Horus von Hierakonpolis sowie Nechbet in Necheb; in Butom Horus von Buto und Wadjet (auch Uto genannt).
Pe erscheint oft in religiösen Texten. Die verstorbenen Könige wurden als Bas von Buto bezeichnet. Seit dem Mittleren Reich erscheint in Gräbern die Darstellung des butischen Begräbnisses, bei dem vermutet wurde, dass es sich um die Grabanlagen unterägyptischer, vordynastischer Herrscher handelt, die in Buto ihre Residenz hatten und hier auch bestattet worden sind.
Aus dem dortigen Kronenheiligtum und den Herrschergräbern leitete sich Butisch als architektonische Gestaltung ab.
Die Stadt war bis in ptolemäischer Zeit von Bedeutung. Bei Ausgrabungen konnten sechs griechische Badehäuser freigelegt werden.

## Erforschung
Ausgrabungen des Deutschen Archäologischen Instituts Kairo fanden Siedlungsreste, die sich bis mindestens 4000 v. Chr. zurückdatieren lassen. Hier wurden Nägel gefunden, die einst wohl Gebäude schmückten und sonst nur aus Vorderasien bekannt sind. Nach diesem Fundort wurde die vorgeschichtliche Maadi-Kultur in Buto-Maadi-Kultur umbenannt. Aus der 2. Dynastie stammt ein großes palastartiges Gebäude. Der Tempel der Wadjet ist sehr zerstört, war aber auch schon mehrmals Ziel von Ausgrabungen.